# Raión de Myronivka
Myrónivka (en ucraniano: Миро́нівський райо́н) es un raión o distrito de Ucrania en el óblast de Kiev. 
Comprende una superficie de 904 km².
La capital es la ciudad de Myrónivka.

## Demografía
Según estimación 2010, contaba con una población total de 41500 habitantes.

## Otros datos
El código KOATUU es 3222900000. El código postal 08800 y el prefijo telefónico +380 4474.